# Ingolf Turban
Ingolf Turban (Monaco di Baviera, 17 marzo 1964) è un violinista tedesco.

## Biografia
Ingolf Turban proviene da una famiglia di musicisti. La madre di Ingolf Turban è pianista, il padre è medico amante della musica. All’età di 12 anni fu ammesso nella classe di Gerhart Hetzel alla Hochschule für Musik di Monaco di Baviera. Si è perfezionato negli Stati Uniti con Jens Ellermann e Dorothy DeLay.
Nel 1985, all’età di 21 anni, diventa primo violino dei Münchner Philharmoniker all’epoca guidati da Sergiu Celibidache. Nel 1986 il celebre direttore rumeno lo fa esibire per la prima volta come solista nel Concerto di Sibelius. Nel 1988 lascia l'orchestra per intraprendere la carriera solistica; nel corso dei successivi anni si è esibito come solista con oltre sessanta orchestre, sotto la direzione di grandi maestri come Celibidache, Charles Dutoit, Eliahu Inbal, Lorin Maazel, Yehudi Menuhin, Zubin Mehta, Jun Märkl e Marcello Viotti. Le sue esibizioni solistiche sono avvenute nelle più prestigiose sale da concerto d’Europa e degli Stati Uniti tra cui la Philharmonie di Berlino, il Gasteig di Monaco, il Kennedy Center di Washington, l’Avery Fisher Hall di New York, la Tonhalle di Zurigo, il Musikverein di Vienna. 
Nel 1991 debutta alla Scala di Milano e a Washington. Dal 1995 al 2005 insegna violino alla Hochschule für Musik di Stoccarda. Nel 2005 Turban fonda l’Orchestra da Camera “I Virtuosi di Paganini”; la specifica denominazione del gruppo corrisponde al suo particolare impegno per la personalità artistica e l’opera di Niccolò Paganini. 
Dal 2006 Ingolf Turban è professore alla Hochschule für Musik und Theater di Monaco di Baviera. Vive con la sua famiglia a Monaco di Baviera.

## Scritti
- Ingolf Turban, Paganini comunicatore e ispiratore delle nuove generazioni di violinisti, in Maria Rosa Moretti, Anna Sorrento, Stefano Termanini, Enrico Volpato (a cura di), Atti del Convegno internazionale Paganini Divo e Comunicatore, Genova 3-5 dicembre 2004, SerEl International-Editrice.com, 2007, pp. 221-224.